# Strumigenys tiglath
Strumigenys tiglath (лат.) — вид мелких муравьёв из трибы Attini (ранее в Dacetini, подсемейство Myrmicinae).

## Распространение
Африка: Берег Слоновой Кости, Гана.

## Описание
Длина желтоватого тела около 1 мм (от 138 до 1,4 мм), длина головы от 0,39 до 0,47 мм. Дорсальная поверхность мандибул с двумя крупными сплющенными щетинками. Орбикулярные волоски на голове сзади клипеуса развиты. Усики 6-члениковые. Скапус усика очень короткий, дорзо-вентрально сплющенный и широкий. Мандибулы узкие вытянутые. Стебелёк между грудкой и брюшком состоит из двух члеников: петиолюса и постпетиолюса (последний четко отделен от брюшка), жало развито, куколки голые (без кокона). Хищный вид, охотится на мелкие виды почвенных членистоногих.
Вид был впервые описан в 1983 году британским мирмекологом Барри Болтоном под первоначальным названием Epitritus tiglath Bolton, 1983 по материалам из Африки.
Вид включён в состав комплекса Strumigenys laticeps-complex из видовой группы Strumigenys argiola вместе с несколькими африканскими и палеарктическими видами (Strumigenys laticeps, Strumigenys marchosias, Strumigenys mormo, Strumigenys anorbicula, Strumigenys roomi).